# Cleome viridiflora
Cleome viridiflora là một loài thực vật có hoa trong họ Màng màng. Loài này được Schreb. mô tả khoa học đầu tiên năm 1770.